# Robert James Shuttleworth
Robert James Shuttleworth ( * 1810- 1874) fue un naturalista, ornitólogo y botánico inglés que vivió y trabajó en Suiza y en Francia.
Vivió su infancia y juventud en Ginebra. Estudia en Edimburgo, y retorna a Suiza, casándose con una mujer de Solothurn; y viven en Berna, siendo desde 1833 un conferenciante en Botánica y en Malacología. 
Realiza diligentes exploraciones, acumulando una inmensa colección de moluscos, publicando varios artículos con descripciones de nuevas especies. 
En 2003 se publica su "Catálogo de tipos de Shuttleworth" por Neubert & Gosteli (2003). Su mayor contribución al "Museo de Historia Natural de Berna" fue su gran colección de aproximadamente 200.000 conchas de moluscos. 
Shuttleworth fue colaborador de ‘Birds of Australia’ y probablemente haya participado de otras obras.
De 1856 a 1864 fue miembro del Comité del Museo de Berna, siendo comisionado para comprar mamíferos de Australia.

## Honores
La sp. Hexastylis shuttleworthii fue nombrada en su honor.
- La abreviatura «Shuttlew.» se emplea para indicar a Robert James Shuttleworth como autoridad en la descripción y clasificación científica de los vegetales.[1]

Existen 109 registros IPNI de sus identificaciones y nombramientos de spp. botánicas, publicándolas en : Smithsonian Contr. Bot.; Del. Sem. Hort. Lips.; Fl. S.E. U.S. [Small].; Fl. France [Rouy]; Exell in Journ. Bot., Lond.; Mag. Zool. & Bot.; Smithsonian Contr. Knowl.; Prodr. (DC.); Fl. South. U.S.; Publ. Field Mus. Nat. Hist., Bot. Ser.; Bull. Torrey Bot. Club; Bull. Soc. Dauph.; Pl. Wright.; Bot. Jahrb. Syst.; Repert. Spec. Nov. Regni Veg.; Mem. Soc. Phys. Geneve